# Phasmophaga antennalis
Phasmophaga antennalis là một loài ruồi trong họ Tachinidae.